# Devo
Devo es una banda estadounidense de rock formada en 1973 en las ciudades de Kent y Akron, en el estado de Ohio. Su formación clásica constaba de dos parejas de hermanos, los Mothersbaugh (Mark y Bob) y los Casale (Gerald y Bob), además de Alan Myers. La banda obtuvo el puesto N° 14 en el escalafón Billboard en 1980 con el sencillo "Whip It" y ha mantenido un seguimiento de culto durante toda su existencia.
Su estilo ha pasado del proto-punk al industrial, y del new wave y el post-punk al synth pop, pero son recordados especialmente por su música new wave de finales de los 70 y principios de los 80, que, junto con la de otros músicos como Talking Heads, XTC, Oingo Boingo y The B-52's, preconizaron el rock de los 80.
La música y escenarios teatrales de los espectáculos de Devo mezclan temas kitsch de ciencia ficción y humor surrealista sin expresión y satirizando con críticas hacia la sociedad. Sus canciones pop, a menudo discordantes, cuentan con firmas de instrumentación y arreglos sintéticos inusuales que han demostrado ser influyentes en la música popular posterior, particularmente dentro del new wave, y también para los artistas de rock alternativo e industrial. Devo fue también un pionero del video musical, creando muchos clips memorables para el formato de disco láser, con el video de "Whip It" teniendo una gran difusión en los primeros días de MTV.

## Historia

### 1971-1978: Formación
El nombre Devo viene del concepto de "de-evolución", que plantea que en lugar de seguir evolucionando, la humanidad había comenzado a retroceder, como lo demuestra la disfunción y la mentalidad de rebaño de la sociedad americana. A fines de los años 60, esta idea fue desarrollada como un chiste por los estudiantes de arte de la Universidad Estatal de Kent, Gerald Casale y Bob Lewis, quienes crearon un número de obras de arte satíricas en la línea de la de-evolución. En esta época, Casale tocaba en la banda local 15-60-75 (The Numbers Band). Ambos conocieron a Mark Mothersbaugh alrededor de 1970, un talentoso tecladista que había tocando en la banda Flossy Bobbitt. Mothersbaugh trajo un aspecto más humorístico a la banda, presentandoles material como el panfleto "Jocko Homo Heavenbound", el cual incluye una ilustración de un diablo alado con palabra "D-EVOLUTION", lo posteriormente inspiraría la canción "Jocko Homo". El "chiste" sobre la de-evolución pasó a ser tomado en serio tras la Masacre de la Universidad Estatal de Kent en el 4 de mayo de 1970. Este evento sería citado en reiteradas ocasiones como los ímpetus de formar Devo. A través de la carrera de la banda, ellos serían considerados como una "banda de chiste" por la prensa musical.
La primera formación de Devo fue "Sextet Devo", el cual actuó en el festival de artes de la Universidad Estatal de Kent de 1973.  Incluía a Casale, Lewis y Mothersbaugh, además de Bob Casale, hermano de Gerald, en la guitarra, y sus amigos Rod Reisman y Fred Weber en batería y vocales respectivamente. Esta actuación fue filmada aparte y una parte fue incluida en el video The Complete Truth About De-Evolution. Esta formación solamente tocó una vez. Devo volvió a tocar en el Student Governance Center (incluido prominentemente en la película) en el Creative Arts Festival de 1974 con una formación incluyendo a los hermanos Casale, Bob Lewis, Mark Mothersbaugh, y Jim Mothersbaugh en la batería.
La banda siguió tocando, generalmente como un cuarteto, pero con una formación fluida incluyendo a los hermanos de Mark, Bob Mothersbaugh y Jim Mothersbaugh. Bob tocaba guitarra eléctrica, y Jim tocaba percusión con un set de batería electrónica hecho en casa. Sus primeros dos videos, "Secret Agent Man" y "Jocko Homo" incluidos en The Truth About De-Evolution, fueron filmados en Akron, y Cuyahoga Falls, Ohio, el hogar de la mayoría de sus miembros. Esta formación de Devo duró hasta 1976 cuando Jim abandonó la banda. Bob Lewis a veces tocaría guitarra durante este periodo. En concierto, Devo tocaría frecuentemente bajo el disfraz de personajes teatrales, como Booji Boy y Chinaman. Los conciertos en vivo de este periodo eran confrontacionales, y seguirían así hasta 1977. Una grabación de una primera actuación de Devo de 1975, con la formación de cuarteto aparece en DEVO Live: The Mongoloid Years, finalizando con los promotores desconectando el equipamiento de Devo.
Tras la salida de Jim Mothersbaugh, Bob Mothersbaugh encontró a un nuevo baterista, Alan Myers, quién tocaba en una batería convencional. Casale volvió a reclutar a su hermano Bob Casale, y la formación de Devo seguiría así por casi diez años.
Devo adquirió algo de fama en 1976, cuando el cortometraje The Truth About De-Evolution, dirigido por Chuck Statler ganó un premio en el Festival de Cine de Ann Arbor. Esto atrajo la atención de David Bowie, quién empezó a trabajar para lograr que la banda tuviera un contrato con Warner Music Group. En 1977, Neil Young le pidió a Devo participar en la creación de su película Human Highway. Lanzada en 1982, la película presentó a la banda como "Basureros nucleares". Se les pidió a los integrantes que escribieran sus propias partes y Mark Mothersbaugh compuso y grabó gran parte de la banda sonora, su primera de varias.
En marzo de 1977. Devo lanzó su primer sencillo, "Mongoloid" junto a "Jocko Homo", el B-side el cual vino de la banda sonora de The Truth About De-Evolution, en su sello independiente Booji Boy Records. Esto fue seguido por un cover de Rolling Stones, "(I Can't Get No) Satisfaction".
En 1978, el EP B Stiff fue lanzado por el sello independiente británico Stiff, el cual incluía el sencillo "Be Stiff" más dos lanzamientos anteriores de Booji Boy. "Mechanical Man", un EP que consistía solamente de demos, aparentemente una grabación bootleg bajo el rumor de que había sido negada por la banda, también fue lanzado ese mismo año.

### 1978-1980: Contrato de grabación,Q: Are We Not Men? A: We Are Devo!yDuty Now For the Future
Las recomendaciones de David Bowie e Iggy Pop permitieron que Devo asegurara un contrato para grabar con Warner Bros. en 1978. Después de que Bowie se alejara del trato debido a compromisos anteriores, su primer álbum, Q: Are We Not Men? A: We Are Devo! fue producido por Brian Eno e incluía regrabaciones de sus sencillos anteriores "Mongoloid" y "(I Can't Get No) Satisfaction". El 14 de octubre de 1978, Devo obtuvo exposición nacional tras aparecer en Saturday Night Live, una semana después de Rolling Stones, tocando "(I Can't Get No) Satisfaction" y "Jocko Homo".
Luego de que la banda lograra el éxito, el cofundador Bob Lewis pidió acreditación y compensación en 1978 por sus contribuciones a la banda. La banda se negó a negociar, y demandó a Lewis en la Corte Superior del Condado de Los Ángeles, buscando un juicio declaratorio diciendo que Lewis no tenía los derechos sobre el nombre o la teoría de la de-evolución. Lewis presentó una querella en la Corte de Distrito de los Estados Unidos para el Distrito del Norte de Ohio, alegando robo de propiedad intelectual. Durante el descubrimiento, Lewis produjo artículos, material promocional, evidencial en documentos y una entrevista grabada en el Akron Art Museum tras el estreno de In the Beginning was the End a lo cual Mothersbaugh y los demás integrantes acreditaron a Lewis con desarrollar la teoría de la de-evolución. La banda llegó a un acuerdo con Lewis por una suma de dinero no revelada.
La banda siguió con Duty Now for the Future en 1979, el cual vio a la banda moverse hacia la instrumentación electrónica. Si bien no fue tan exitoso con su primer álbum, produjo algunos temas favoritos cómo "Blockhead" y "The Day My Baby Gave Me a Suprize", además de un cover de "Secret Agent Man" de Johnny Rivers. "Scret Agent Man" había sido grabado inicialmente en 1974 para la primera película de Devo y tocado en vivo en 1976. En 1979, Devo viajó a Japón por primera vez, y un concierto en vivo de su gira fue parcialmente grabada. Devo apareció en Don Kirshner's Rock Concert en 1979, interpretando "Blockhead", "Secret Agent Man", "Uncontrollable Urge", y Mongoloid". También en 1979, Rhino - en conjunto con la estación de radio de Los Ángeles KROQ-FM - lanzó Devotees, un álbum tributo. Contenía un set de covers de canciones de Devo mezcladas con rendiciones de canciones populares en el estilo de Devo.
Devo activamente aceptó la religión paródica de la Iglesia de los subgenios. En concierto, Devo a veces tocaban como la banda telonera, pretendiendo ser una banda cristiana de soft rock llamada "Dove (the Band of Love)", el cual es un anagrama de "Devo". Ellos aparecieron como Dove en la película paródica del televangelismo Pray TV.

### 1980-1982: Éxito mundial,Freedom of ChoiceyNew Traditionalists
Devo adquirió un nuevo nivel de visibilidad con Freedom of Choice de 1980. Este álbum, incluyó su éxito conocido, "Whip It", el cual rápidamente se volvió un éxito en la lista de los Mejores 40. El álbum se movió hacia un sonido casi electrónico, con la excepción de los tambores acústicos y la guitarra de Bob Mothersbaugh. La gira de Freedom of Choice fue ambiciosa para banda, incluyendo fechas en Japón, Reino Unido, Francia, Alemania, Italia, Países Bajos y Canadá. Otras canciones populares de Freedom of Choice eran "Girl U Want", el tema titular, y "Gates of Steel". La banda lanzó los videos de "Whip It" y "Girl U Want". Los miembros de la banda llevaban sus cascos rojos, los energy domes (domos de energía) como parte de su atuendo en conciertos. El casco fue llevado por primera vez durante la campaña de Freedom of Choice de 1980. Apareció en las giras de 1981, 1982, y 1988, además de la mayoría de sus actuaciones desde 1997. Devo también grabó dos álbumes en sus propias canciones como música para elevadores para su fan club, Club Devo, lanzado en casete en 1981 y 1984. Esos temas fueron relanzados en el álbum E-Z Listening Disc (1987), incluyendo a todos menos las canciones originales de Club Devo. Esas canciones eran frecuentemente tocadas como música house antes de los conciertos de Devo.
En 1981, Devo contribuyó en un cover de "Working in the Coal Mine", grabado durante las sesiones de Freedom of Choice, para la película Heavy Metal. Ellos ofrecieron la canción para ser utilizada en la película cuando Warner Bros. se negó a incluirla en el álbum. Warner la incluyó como un sencillo independiente acompañando su lanzamiento de 1981, New Traditionalists. Para este álbum, Devo vistió lo que ellos describen cómo "uniformes de Boy Scout Utópicos", acompañados de un "Pompadour Neo-Tradicionalista", una media peluca plástica inspirada en el peinado de John F. Kennedy. Entre los sencillos del álbum estaban "Through Being Cool", escrita como una reacción hacia su recién adquirida fama por "Whip It" y vista como una respuesta a los nuevos fanáticos que habían malinterpretado el mensaje detrás de la exitosa canción. La gira para promocionar el álbum incluía un concierto físicamente intenso con un enorme set inspirado en un templo griego. Ese mismo año trabajaron como la banda de apoyo de Toni Basil en Word of Mouth, su álbum debut, el cual incluía versiones de tres canciones de Devo, grabadas con Basil cantándolas.

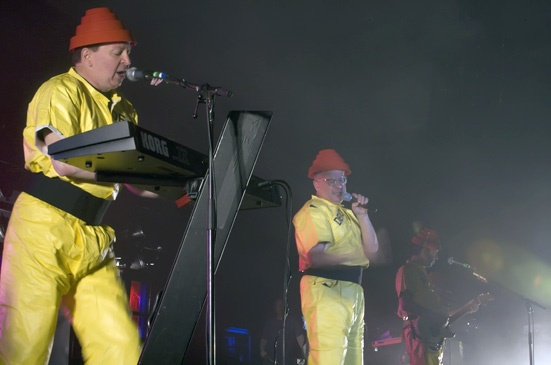
Devo en vivo (2008)

### 1982-1987:Oh No! It's Devo!,Shouty partida de Myers
Oh, No! It's Devo fue lanzado en 1982. Producido por Roy Thomas Baker, el álbum incluía un sonido más orientado al synth-pop en comparación a sus predecesores. Según Gerald Casale, el sonido del álbum fue inspirado por los reseñadores que alternativamente los describían como "fascistas" y "payasos". La gira del álbum presentaba a la banda tocando siete canciones en frente de una pantalla gigante de 12 pies de altura con un video sincronizado, una imagen recreada utilizando efectos de pantalla azul en los videos que acompañaban las canciones. Devo también contribuyó dos canciones, "Theme from Doctor Detroit" y "Luv-Luv" a la película Doctor Detroit de Dan Aykroyd, y produjeron un video musical incluyendo segmentos de la película.
Devo lanzó su sexto álbum, Shout, el cual trajo críticas negativas. El álbum fue criticado por el sobreuso del sintetizador Fairlight CMI y débil composición de canciones. Sin embargo, el cover de la banda de "Are You Experienced?" de Jimi Hendrix y el video musical para este recibieron elogios. Tras el fracaso crítico y comercial de Shout, Warner Bros. despidió a Devo de su sello discográfico. Poco después, diciendo sentirse creativamente insatisfecho, Alan Myers dejó la banda, provocando que la banda abandonara planes para un LP de videos de Shout, además de una gira. Mientras tanto, Mark Mothersbaugh empezó a componer música para Pee-wee's Playhouse y lanzó un casete en solitario, Musik for Insomniaks, la cual fue expandida y lanzada en dos CD en 1988.

### 1987-1991:Total Devo,Smooth Noodle Mapsy disolución
En 1987, Devo reformó junto a David Kendrick, exbaterista de Sparks para reemplazar a Myers. Su primer proyecto fue una banda sonora para la malograda película de terror Slaughterhouse Rock, protagonizada por Toni Basil. La banda lanzó el álbum Total Devo en 1988, por Enigma Records. Este álbum incluyó dos canciones utilizadas en la banda sonora de Slaughterhouse Rock. La canción "Baby Doll" fue utilizada ese mismo año en la película Tapeheads, con nuevas letras grabadas en sueco, y fue acretidada a una banda ficticia sueca llamada Cube-Squared. Devo siguió con una gira mundial, y lanzó el álbum en vivo Now It Can Be Told: DEVO at the Palace. Sin embargo, Total Devo no fue un éxito comercial y recibió críticas negativas.
En 1990, Smooth Noodle Maps, el último álbum de Devo por veinte años, fue lanzado. También fue un fracaso tanto crítico como comercial el cual, junto con los dos sencillos "Stuck in a Loop" y "Post Post-Modern Man", tienen la distinción de ser los peores esfuerzos de Devo; todos fracasaron en aparecer en las listas estadounidenses. Devo lanzó un concierto para apoyar el disco, pero las malas ventas de entradas y la bancarrota y disolución de Enigma Records, la cual era responsable de organizar y financiar la gira, provocó que ésta fuera cancelada a mitad de camino. Tuvieron problemas y tocaron un concierto final en marzo de 1991 antes de separarse. En una entrevista con Mark Mothersbaugh de fragmentos de su videojuego de 1996 Devo Presents Adventures of the Smart Patrol, "Alrededor del 88, 89, 90 quizás, hicimos nuestra última gira en Europa, y era algo así en ese momento. Estabamos viendo This Is Spinal Tap en el bus y dijimos, 'Dios mío, esa es nuestra vida' y luego dijimos, 'La cosas tienen que cambiar.' Así que aceptamos que ya no podíamos hacer más conciertos." Alrededor de esta época, los miembros de Devo aparecieron en la película The Spirit of '76, excepto Bob Mothersbaugh.

### 1991-1996: Hiatus
Tras la disolución de Devo, Mark Mothersbaugh fundó Mutato Muzika, un estudio de producción musical comercial, junto a Bob Mothersbaugh y Bob Casale. Mothersbaugh tuvo un éxito considerable componiendo y produciendo música para los programas de televisión, incluyendo Pee-wee's Playhouse y Rugrats, videojuegos, caricaturas, y películas, donde trabajó con el director Wes Anderson. David Kendrick también trabajó en Mutato por un periodo a inicios de los años 90. Gerald Casale empezó una carrera como director de videos musicales y comerciales, trabajando con bandas como Rush, Soundgarden, Silverchair y the Foo Fighters. Posterior a la disolución de Devo, Bob Mothersbaugh intentó empezar una carrera en solitario con The Bob I Band, grabando un disco que nunca fue lanzado.
Si bien no han lanzado álbumes de estudio durante este periodo, Devo esporádicamente se juntaba para grabar unas canciones para varias películas y compilados, incluyendo un cover de "Head Like a Hole" de Nine Inch Nails para la película Police Story 3: Super Cop y una nueva grabación de "Girl U Want" en la banda sonora de Tank Girl.

### 1996-2007: Reunión
En enero de 1996, Devo realizó un concierto de reunión para el Festival de Cine de Sundance en Park City, Utah. La banda tocó como parte del Lollapalooza del 1996. En esas giras y las que las siguieron, Devo realizó un set-list en su mayoría compuesto de material de entre 1978 y 1982, ignorando su material de la era de Enigma Records. También en 1996, Devo lanzó un videojuego para pc, Adventures of the Smart Patrol junto a Inscape. El videojuego no fue un éxito, pero la gira en Lollapalooza fue bien recibida para permitir que Devo volviera en 1997 como acto principal. Devo ha tocado esporádicamente desde 1997 en adelante.

### 2007-presente:Something for Everybodyy actividades actuales
En diciembre de 2007, Devo lanzó su primer sencillo desde 1990, "Watch Us Work It",, el cual fue incluido en un comercial de Dell. La canción incluye una pista de batería de "The Super Thing" de The New Traditionalists. Casale dijo que la canción fue elegida de un puñado en el cual la banda estaba trabajando, y que era lo más cercano que la banda había estado para un nuevo álbum. 
Cuando Devo tocó en SXSW en marzo de 2009, la banda presentó un nuevo escenario con pantallas de video sincronizado, nuevos trajes, y tres nuevas canciones: "Don't Shoot, I'm a Man!", "What We Do", y "Fresh". El álbum, Something for Everybody fue lanzado en junio de 2010.
En octubre de 2018, Devo fue anunciado como un nominado para ser ingresados al Rock and Roll Hall of Fame.

## Integrantes

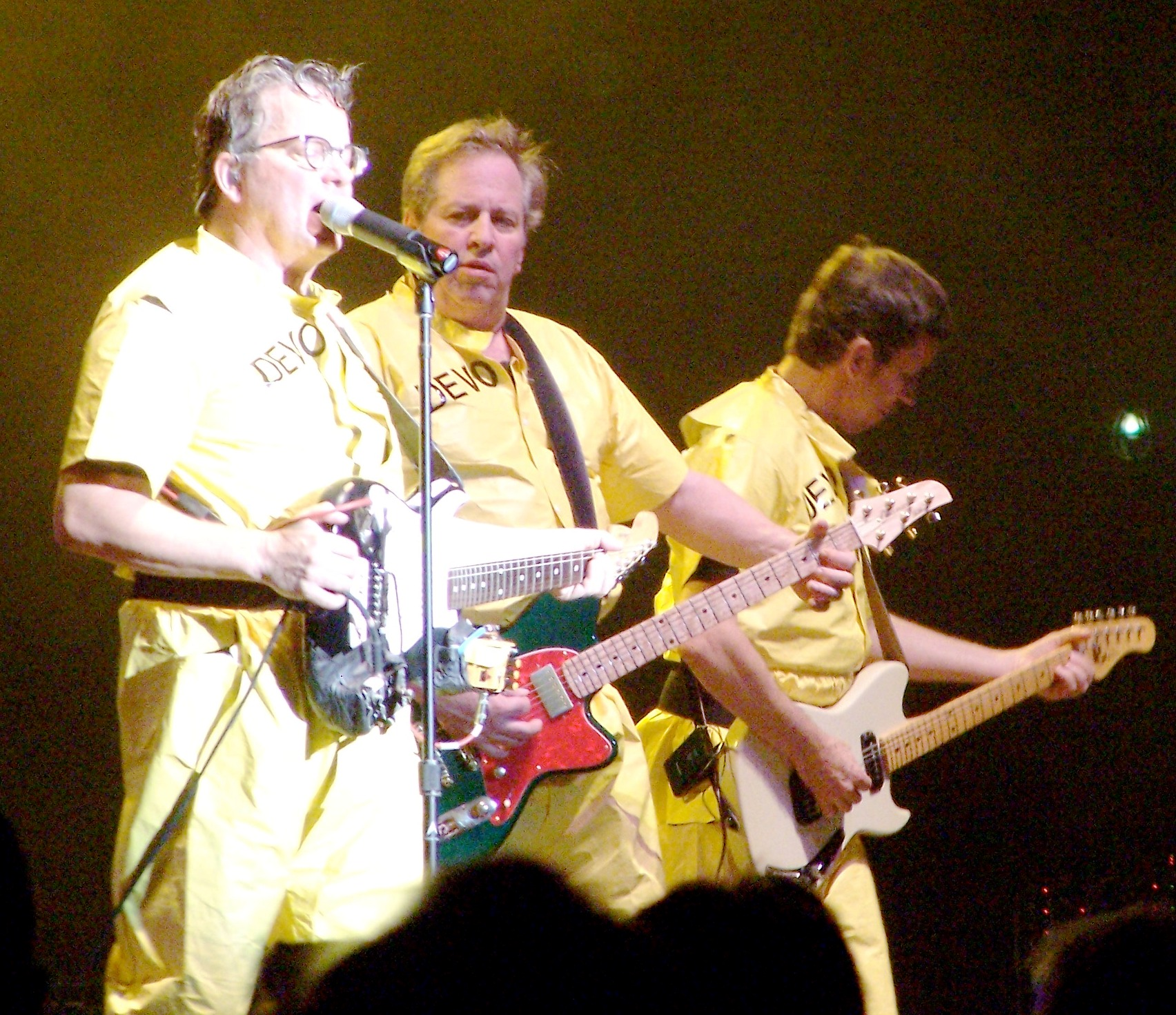
Devo en Boston (2008).

- Mark Mothersbaugh – voces, teclado/sintetizador, Guitarra (1973–1991, 1996–presente)
- Gerald Casale: voces, Bajo, sintetizadores (1973–1991, 1996–presente)
- Bob Mothersbaugh: guitarra, voces (1974–1991, 1996–presente)
- Josh Freese: batería (2004–presente, como miembro adicional: 1996–2004)
- Josh Hager: guitarra, teclados, sintetizadores (2014–presente)

### Otros integrantes
- Bob Casale: guitarra, teclados, coros (1973–1974, 1976–1991, 1996–2014, su muerte)
- Bob Lewis: guitarra (1973)
- Rod Reisman: batería (1973)
- Fred Weber: voz (1973)
- Jim Mothersbaugh: percusión electrónica (1974–1976)
- Alan Myers: batería (1976–1986, murió en 2013)
- David Kendrick: batería (1987–1991, 1996–2004)
- Jeff Friedl: batería (2008–2014, miembro adicional)

## Discografía

### Álbumes
- Be Stiff EP (1977)
- Q: Are We Not Men? A: We Are Devo! (1978)
- Duty Now for the Future (1979)
- Freedom of Choice (1980)
- DEV-O Live (1980)
- New Traditionalists (1981)
- Oh, No! It's Devo (1982)
- Shout (1984 )
- E-Z Listening Disc (1987)
- Total Devo (1988)
- Now It Can Be Told: DEVO at the Palace (1989)
- Smooth Noodle Maps (1990)
- DEVO Live: The Mongoloid Years (1992)
- Adventures of the Smart Patrol (1996)
- DEVO Live 1980 (2005)
- Something for Everybody (2010)
- Something Else for Everybody: Unreleased Demos and Focus Group Rejects 2006-2009 (2014)
- 50 Years of De-Evolution: 1973-2023 (2023)